# Унитарное предприятие на праве хозяйственного ведения
Унитарное предприятие на праве хозяйственного ведения — предприятие, которое создаётся по решению уполномоченных на то органов государственного управления или органа местного самоуправления. Учредительным документом унитарного предприятия является его устав, который утверждается собственником предприятия. Имущество, переданное унитарному предприятию, зачисляется на его баланс, и собственник в отношении этого имущества не имеет прав владения и пользования.
Собственник-учредитель должен:  назначить директора; утвердить устав унитарного предприятия; реорганизовать или ликвидировать унитарное предприятие в случае его убыточной деятельности; осуществлять контроль за использованием и сохранностью имущества; получать часть прибыли от использования переданного унитарному предприятию имущества.
Без согласия собственника-учредителя унитарное предприятие не вправе: продавать недвижимое имущество, сдавать его в аренду, вносить недвижимое имущество в качестве вклада в уставный капитал обществ и товариществ. В то же время, движимое имущество (оборудование, готовая продукция) находится в полном распоряжении унитарного предприятия на праве хозяйственного ведения.